# 托马斯·博尔特
托马斯·查尔斯·波尔特（英語：Thomas Charles Poulter，1897年3月3日—1978年6月4日），美国科学家和南极探险家，曾在阿芒技术研究所和国际斯坦福研究所任副主任。 他在李察·柏德導的第二次伯德南極特派團中獲得第二指揮權，波爾特冰川就是以他的名字命名。